# Яборово
Яборово — деревня в Юсьвинском муниципальном округе Пермского края России.

## Географическое положение
Деревня расположена в северной части Юсьвинского муниципального округа на расстоянии примерно 2 километров по прямой на север-северо-запад от села Тимино. 

## История
Население было когда-то занято на участках Тукачевского леспромхоза, в колхозе «Красная звезда». До 2020 года входила в состав Купросского сельского поселения Юсьвинского района.     

## Климат
Климат — умеренно-континентальный. Средняя температура июля — +17,7°С, января — –15,8°С. Среднегодовое количество осадков составляет 664 мм, причём максимальное суточное количество достигает 68 мм, наибольшая высота снежного покрова — 66-93 см. Средняя температура зимой (январь) — -15,8°С (абсолютный минимум — -53°С), летом (июль) — +17,7 °С (абсолютный максимум — +38°С). Заморозки в воздухе заканчиваются в третьей декаде мая, но в отдельные годы заморозки отмечаются в конце апреля или начале июня. Осенние заморозки наступают в первой-начале второй декаде сентября. Средняя продолжительность безморозного периода — 100 дней.

## Население
Постоянное население составляло 9 человек (100% коми-пермяки) в 2002 году, 2 человека в 2010 году.     